# Héctor Antonio
Héctor Edelmiro Antonio (Chivilcoy, 9 de julio de 1929-22 de abril de 1989) fue un futbolista y entrenador argentino que se desempeñó en la posición de delantero. 

### Trayectoria
Los comienzos fueron en las divisiones inferiores del Club Villarino, donde a los quince años integró la Primera División.
Se desempeñaba como delantero en la antigua posición en el campo de juego de entreala izquierdo. (Entreala: Cuando la línea de ataque la formaban cinco hombres, había un ala derecha y un ala izquierda, formadas por el puntero y otro futbolista que actuaba a su lado, hacia el centro del campo. Este era el entreala. Con el tiempo las alas volaron y el entreala se integró a la multitud que actúa en el mediocampo.)

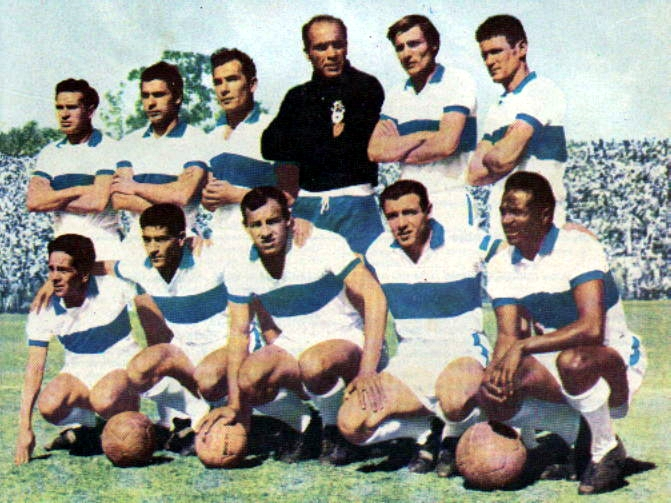
Formación de Gimnasia y Esgrima La Plata de 1962. Parados: Marinovich, Lejona, Galeano, Minoian, Daniel Bayo y Davoine.
Abajo: Ciaccia, Héctor Antonio, Alfredo Rojas, Diego Bayo y Gómez Sánchez

Actuando en las inferiores del Club Villarino marcó once goles a su similar de Gimnasia y Esgrima. En pleno desarrollo de sus virtudes, fue solicitado su concurso por el Club Estudiantes de La Plata, de la Asociación del Fútbol Argentino. Integró su Primera División durante casi toda su carrera profesional, desde 1948 al 1962.

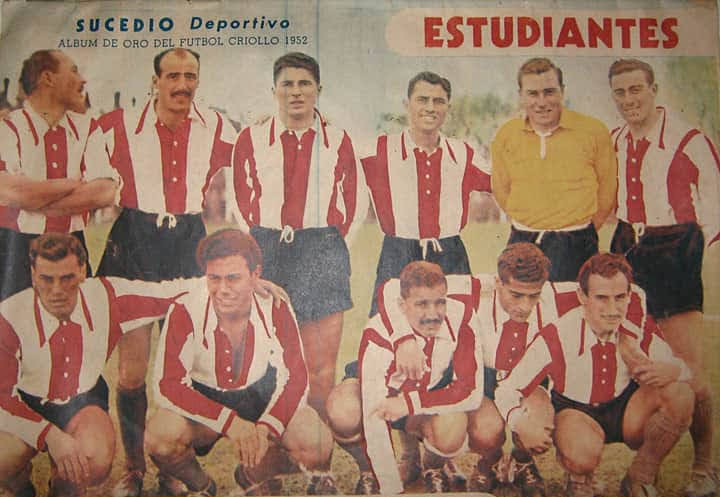
Formación de Estudiantes de 1952. Parados: Violini, Garcerón, Urriolabeitia, Colombo, Ogando y Pelegrina.
Agachados: Giosa, Baiocco, Infante, Héctor Antonio y Pirone

El 28 de mayo de 1959, estuvo presente en el clásico donde la tribuna de Gimnasia se derrumbó con su gol y el partido debió suspenderse para luego continuar otro día en cancha de Quilmes.
En 1962 pasó a Gimnasia y Esgrima La Plata, rival en la ciudad de Estudiantes. Estuvo hasta la finalización de su carrera futbolística en 1966 mostrando virtudes de crack.
Una vez finalizada su carrera como jugador, ejercicío la dirección técnica en Estudiantes de La Plata en 1977 y en Gimnasia y Esgrima La Plata en 1967. También fue director técnico en Gimnasia y Esgrima de Chivilcoy.
En 1972 fue el responsable de llevar a Daniel Passarella a Estudiantes que por conflictos internos en el club, no quedó.

### Selección Argentina de Fútbol
La Copa Roca fue un certamen amistoso que Argentina disputó ante Brasil en doce oportunidades entre 1914 y 1971. El torneo, lleva el nombre del expresidente argentino Julio Argentino Roca. El domingo 7 de julio de 1957, Argentina, que venía de ganar la Copa América de ese año en Lima, superaba por primera vez a Brasil 2 a 1 en el Maracaná. Hector Antonio ingresó a los 70 minutos por José Rubén Herrera. Los goles del ganador fueron echos por Ángel Labruna y Miguel Antonio Juárez. El de Brasil fue convertido por Pelé a los 77 minutos.
Tres dias después, el 10 de julio de 1957, Brasil se toma revancha y vence 2 a 0 en el estadio Pacaembú. Hector Antonio volvió a ingresar por José Rubén Herrera a los 50 minutos de juego.

### ¡Basta “Tito”, que me funde!
El que luego llegaría a convertirse en el gran crack del fútbol argentino, Héctor Antonio (“Tito” Haz) comenzaba a mostrar sus naturales condiciones en las Divisiones del Club Villarino, y en cada actuación iba mostrando su clase.
Su padre, Santiago Haz, era su más ferviente hincha y no se perdía partido donde actuara su hijo. Un sábado a la tarde, la Quinta División del Club Villarino con la inclusión de “Tito” libraba un importante encuentro y Don Santiago le prometía obsequiarle diez centavos de aquel entonces por cada gol que marcara. Comenzó el partido y “Tito” empezó a marcar gol tras gol. Al llegar al séptimo, Don Santiago gritó a todo pulmón: - ¡Basta “Titu”! ¡Basta “Titu”, que me funde!  Esa tarde “Tito” marco diez goles y su padre tuvo que entregarle lo prometido: ¡Un peso moneda nacional!

## Palmarés
| Título             | Club                    | País      | Año  |
| ------------------ | ----------------------- | --------- | ---- |
| Primera División B | Estudiantes de La Plata | Argentina | 1954 |